# Hrad u Kluku
Hrad u Kluku je zaniklý hrad, který stával nedaleko osady Kluk, součásti Dražejova u Dubé na Kokořínsku. Nedochovaly se o něm žádné písemné zprávy, ale podle nalezené keramiky byl založen přibližně v polovině třináctého století.

## Historie
Málo známý hrad stával asi čtyři kilometry jihovýchodně od Dubé. Jeho pozůstatky objevili v roce 1990 František Gabriel a Jaroslav Panáček. O hradu se nedochovaly žádné písemné prameny, a neznáme ani jméno. Zmínky o bělském rychtáři Ješkovi z Kluku (1348) a Zdeňkovi z Kluku (1365), se vztahují pouze k vesnici. Nepočetné nálezy keramiky umožnily datovat dobu vzniku hradu přibližně do poloviny třináctého století. V roce 1843 byla lokalita do katastrální mapy zakreslena jako Wüstes Schloss (Pustý zámek).

## Popis
Hrad svou podobou patřil mezi starší šlechtické skalní hrady. Stavebník jako staveniště zvolil pseudokupu oddělenou přirozenou rozsedlinou od sousední pískovcové ostrožny. V rozsedlině jsou patrné stopy zásahů do skalního podloží, ale není jisté, zda byla upravena do podoby příkopu. Na vrcholu kupy se dochovala prohlubeň a tři nepatrné úseky zdiva stavěného bez použití malty. Prohlubeň je pozůstatkem zahloubené budovy, zatímco fragmenty zdiva dokládají existenci obvodového opevnění v podobě zdi nebo tarasu. Vzhledem k poloze zaniklé budovy u severovýchodního okraje je pravděpodobné, že byla zapojena do obvodového opevnění.